# Прапор Південного Судану
Прапор Південного Судану був прийнятий після підписання мирної угоди за наслідками Другої громадянської війни. До цього прапор використовувала Народна армія визволення Судану.

## Опис
Прапор має прямокутне полотнище зі співвідношенням ширини до довжини 1:2, яке складається з чорної, червоної та зеленої горизонтальних смуг, розділених тонкими білими смужками, а від древка відходить синій клин із золотою п'ятипроменевою зіркою. Прапор Південного Судану має в собі елементи прапорів Кенії (кольори) та Судану (форма). Крім того, він містить золоту зірку в трикутнику. Кольори прапора означають: чорний – колір народів Південного Судану, червоний – кров народу, пролита за незалежність, зелений – земля, білий – мир, синій – води Нілу. Золота зірка уособлює Вифлеємську зірку і символізує єдність держави.